# Неортодоксна
Неортодоксна (енгл. Unorthodox) је америчко-немачка драма у облику мини веб серије која је објављена 26. марта 2020. на платформи Нетфликс. Ово је прва Нетфликсова серија на јидиш језику и инспирисана је романом ауторке Деборе Фелдман (енгл. Deborah Feldman) из 2012. године под називом Неортодоксна: скандалозно одбациванје мог хасидског порекла (енгл. Unorthodox: The Scandalous Rejection of My Hasidic Roots). Серија се састоји од 4 епизоде које се баве животом младе жене која живи у екстремно религиозној Сатмар заједници у Њујорку и њеном осамостављивању. Радња смештена у Берлину је фиктивна, тј. није заснована на књизи.

## Радња
Деветнаестогодишња Естер „Ести” Шапиро (девојачки Шварц) живи у Њујорку у предграђу Бруклина које се зове Вилијамсбург. Као део религиозне заједнице сатмарских хасида живи са својом бабом из Мађарске која је преживела Холокауст. Њена породица уговара брак са Јаковом „Јенкијем” који Естер прихвата као што традиција налаже. 
Брачни пар доживљава многе проблеме који су изазвани мањком секусалног образовања, што доводи до урушавања односа међу супружницима. Притисак заједнице и породице све више расте, јер се од Естер очекује да што пре постане мајка. Не знајући како да се избори са притиском породице Јаков тражи развод, не знајући да је у међувремену Естер затруднела. Током једног шабата Естер искоришћава прилику да побегне од своје заједнице и одлази у Немачку. У Немачкој се састаје са својом мајком која је већ напустила религиозну заједницу и живи заједно са својом партнерком. У Берлину упознаје групу студената музике из различитих земаља са којима се спријатељује. 
Док Естер живи слободним животом у Берлину и доживљава многе ствари по први пут, њен муж Јаков са рођаком Мојшеом долази у Берлин да је пронађе. Иако је успешно проналазе и присилно покушавају да је врате у Њујорк, Естер одлучује да упркос претњама остане у Берлину где ће покушати да се упише у музичку академију. 

## Глумци и ликови
| Глумац/глумица |               | улога                |                          |
| -------------- | ------------- | -------------------- | ------------------------ |
| Шира Хас       | Shira Haas    | Естер Шапиро         | Esther Shapiro           |
| Амит Рахав     | Amit Rahav    | Јаков Шапиро         | Yakov Shapiro            |
| Џеф Вилбуш     | Jeff Wilbusch | Мојше                | Moishe Lefkovitch        |
| Алекс Рајд     | Alex Reid     | Леа Манделбаум Шварц | Leah Mandelbaum Schwartz |
| Ронит Ашери    | Ronit Asheri  | Малка Шварц          | Malka Schwartz           |
| Делиа Мајер    | Delia Mayer   | Миријам Шапиро       | Miriam Shapiro           |
| Дина Дорон     | Dina Doron    | Естерина баба        | Babby                    |
| Ели Розен      | Eli Rosen     | рабин                |                          |

## Продукција
Серија је инспирисана делом Неортодоксна: скандалозно одбациванје мог хасидског порекла Деборе Фелдман која је напустила сатмарску хасидску заједницу у Њујорку.  У серији се смењују три језика: енглески, јидиш и немачки. Сценарио су написале Ана Вингер и Алекса Каролински, Марија Шрадер је режисер, а серија је снимљена у Берлину. Музичка академија у серији је заснована на Баренбојм-Саид академији (нем. Barenboim–Said Akademie) где музичари јеврејске и муслиманске вероисповести заједно свирају. 
Дебора Фелдман је иницирала прављење серије, а Ана Вингер и Алекса Каролински су тај пројекат прихватиле. Један од разлога за прихватање овог пројекта било је и обострано занимање за потешкоће са којима се сусрећу Јевреји у Немачкој.
Међу првим глумцима који су добили улоге био је Ели Розен који је превео сценарио на јидиш, подучавао глумце, помагао око културолошких детаља и глумио рабина. Продукцијски тим је отишао на два путовања у предграђе Вилијамсбург у Бруклину не би ли се упознали са заједницом сатмарских јевреја и њиховим обичајима. Од глумаца у Немачкој посебно се истиче Џеф Вилбуш као матерњи говорник јидиша из Јерусалима. 
Локације снимања су биле Њујорк, Берлин: Постдамски трг (нем. Potsdamer Platz), Велико језеро Ванзе (нем. Großer Wannsee) у чијој близини се налази вила у којој је испланирано Коначно решење током Другог светског рата, као што је и објашњено у серији. 

## Награде и номинације
| Година | Награда                                                                                 | Категорија | Номинован/а | Резултат   | Реф.   |
| ------ | --------------------------------------------------------------------------------------- | --- | --- | ---------- | ------ |
| 2020.  | Немачке телевизијске награде (German Television Awards)                                 | Најбоља минисерија (Best Miniseries) | Ана Вингер (Anna Winger), Марија Шрадер (Maria Schrader), Рејчел Агабин (Rachel Eggebeen)                               | Номинација | [ 10 ] |
| 2020.  | Немачке телевизијске награде (German Television Awards)                                 | Најбоља глумица (Best Actress) | Шира Хас (Shira Haas)                                                                                                   | Номинација | [ 10 ] |
| 2020.  | Немачке телевизијске награде (German Television Awards)                                 | Најбоља продукција и дизајн костима (Best Production and Costume Design)                                                                                            | Зилке Фишер (Silke Fischer) (продукција), Џастин Сејмур (Justine Seymour) (костими)                                     | Освојено   | [ 10 ] |
| 2020.  | Еми награда за ударне термине (Primetime Emmy Awards)                                   | Изванредна кратка серија (Outstanding Limited Series) | Ана Вингер (Anna Winger), Хенинг Кам (Henning Kamm), Алекса Каролински (Alexa Karolinski)                               | Номинација |        |
| 2020.  | Еми награда за ударне термине (Primetime Emmy Awards)                                   | Изванредна главна глумица у краткој серији или филму (Outstanding Lead Actress in a Limited Series or Movie)                                                        | Шира Хас (Shira Haas)                                                                                                   | Номинација |        |
| 2020.  | Еми награда за ударне термине (Primetime Emmy Awards)                                   | Изванредан сценарио за краку серију, филм или драмски специјал (Outstanding Writing for a Limited Series, Movie, or Dramatic Special)                               | Ана Вингер (Anna Winger)                                                                                                | Номинација |        |
| 2020.  | Еми награда за ударне термине (Primetime Emmy Awards)                                   | Изванредна режија кратке серије, филма или драмског специјала (Outstanding Directing for a Limited Series, Movie, or Dramatic Special)                              | Марија Шрадер (Maria Schrader)                                                                                          | Освојено   |        |
| 2020.  | Еми награда креативне уметности за ударне термине (Primetime Creative Arts Emmy Awards) | Изванредан кастинг за кратку серију, филм или специјал (Outstanding Casting for a Limited Series, Movie, or Special)                                                | Естер Клинг (Esther Kling), Вики Томсон (Vicki Thomson), Марија Рилке (Maria Rölcke), Корнелија Марет (Cornelia Mareth) | Номинација |        |
| 2020.  | Еми награда креативне уметности за ударне термине (Primetime Creative Arts Emmy Awards) | Изванредни савремени костими (Outstanding Contemporary Costumes) | Џастин Сејмур (Justine Seymour), Симон Креска (Simone Kreska), Барбара Шрам (Barbara Schramm)                           | Номинација |        |
| 2020.  | Еми награда креативне уметности за ударне термине (Primetime Creative Arts Emmy Awards) | Иванредна музичка композиција за кратку серију, филм или специјал (Outstanding Music Composition for a Limited Series, Movie, or Special (Original Dramatic Score)) | Антонио Гамбале (Antonio Gambale)                                                                                       | Номинација |        |
| 2020.  | Еми награда креативне уметности за ударне термине (Primetime Creative Arts Emmy Awards) | Изванредна музика уводне шпице (Outstanding Original Main Title Theme Music)                                                                                        | Антонио Гамбале (Antonio Gambale)                                                                                       | Номинација |        |

## Прављење Неортодокснедокументарац
Нетфликс је објавио 20-минутни документарац под називом Making Unorthodox на Нетфликсу који приказује процес прављења серије, али и разлике између серије и књиге.